# Stenopogon roonwali
Stenopogon roonwali är en tvåvingeart som beskrevs av Joseph och Parui 1993. Stenopogon roonwali ingår i släktet Stenopogon och familjen rovflugor. Inga underarter finns listade i Catalogue of Life.